# Vindèlics
Els vindèlics (en llatí Vindelici, en grec antic Οὐινδολικοὶ) van ser un grup de tribus emparentades amb els rètics, d'origen celta. Habitaven el que després seria la província romana de Vindelícia, al voltant de l'actual Augsburg (Baviera) durant l'edat del ferro i en èpoques posteriors.
Tiberi els va sotmetre, i segons Estrabó va traslladar molts dels seus habitants a altres territoris. Les tribus del poble vindèlic, segons Estrabó, Claudi Ptolemeu i Plini el Vell, eren els brigantis, els runicates, els leuns, els consuantes, els clautinatis, els vènnons, els estions i els licates.
Tenien com a ciutats principals Augusta Vindelicorum (capital), Castra Regina, Arbor Felix, Brigantium (actual Bregenz), Castra Vemania, Campodunum, Abodíacum, Abusina, Quintiana Castra, Batava Castra, Vallatum, Isinisca, Summontorium i Pons Oeni (actual Rosenheim).